# Perm-36

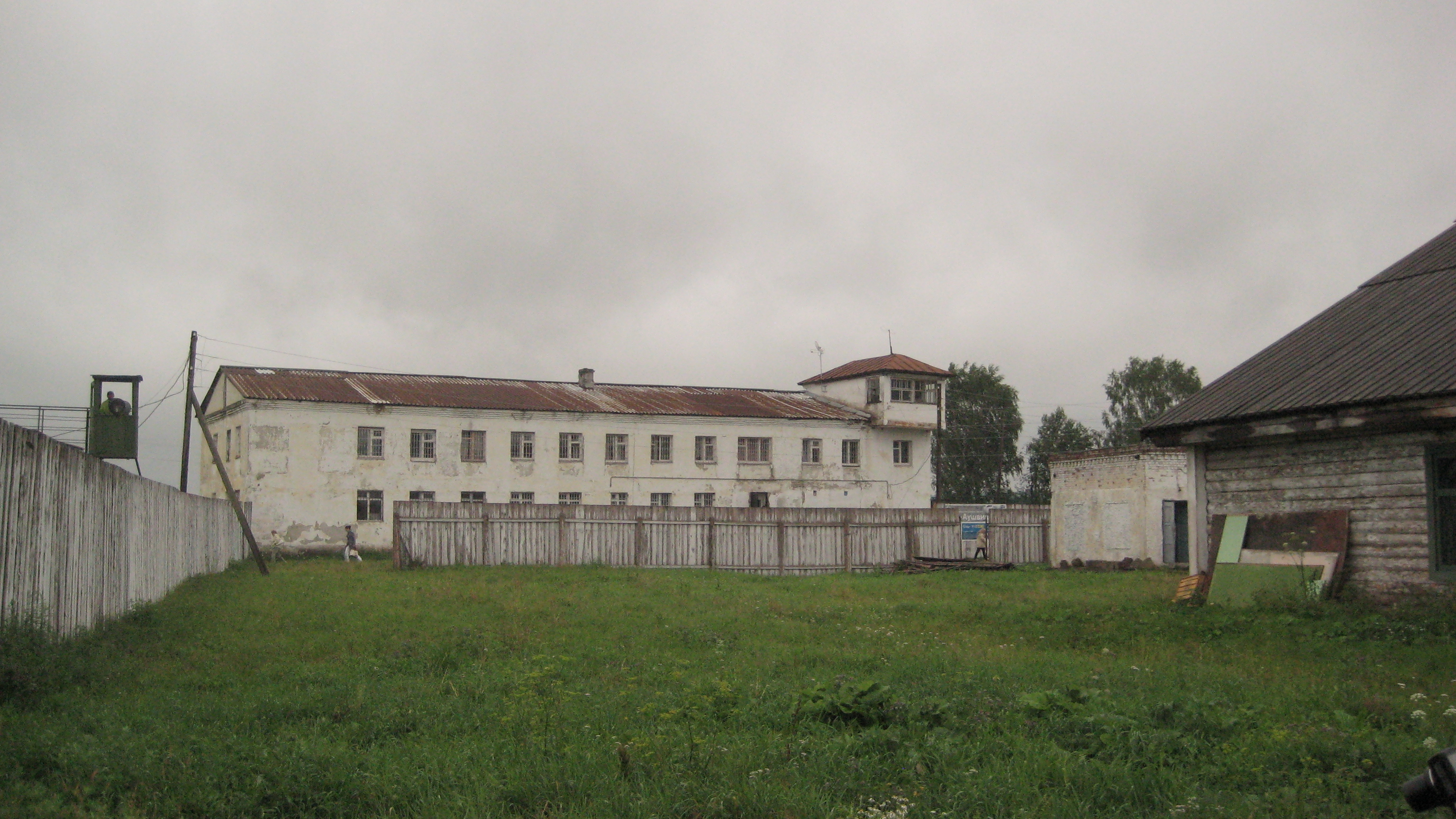
Prédio principal

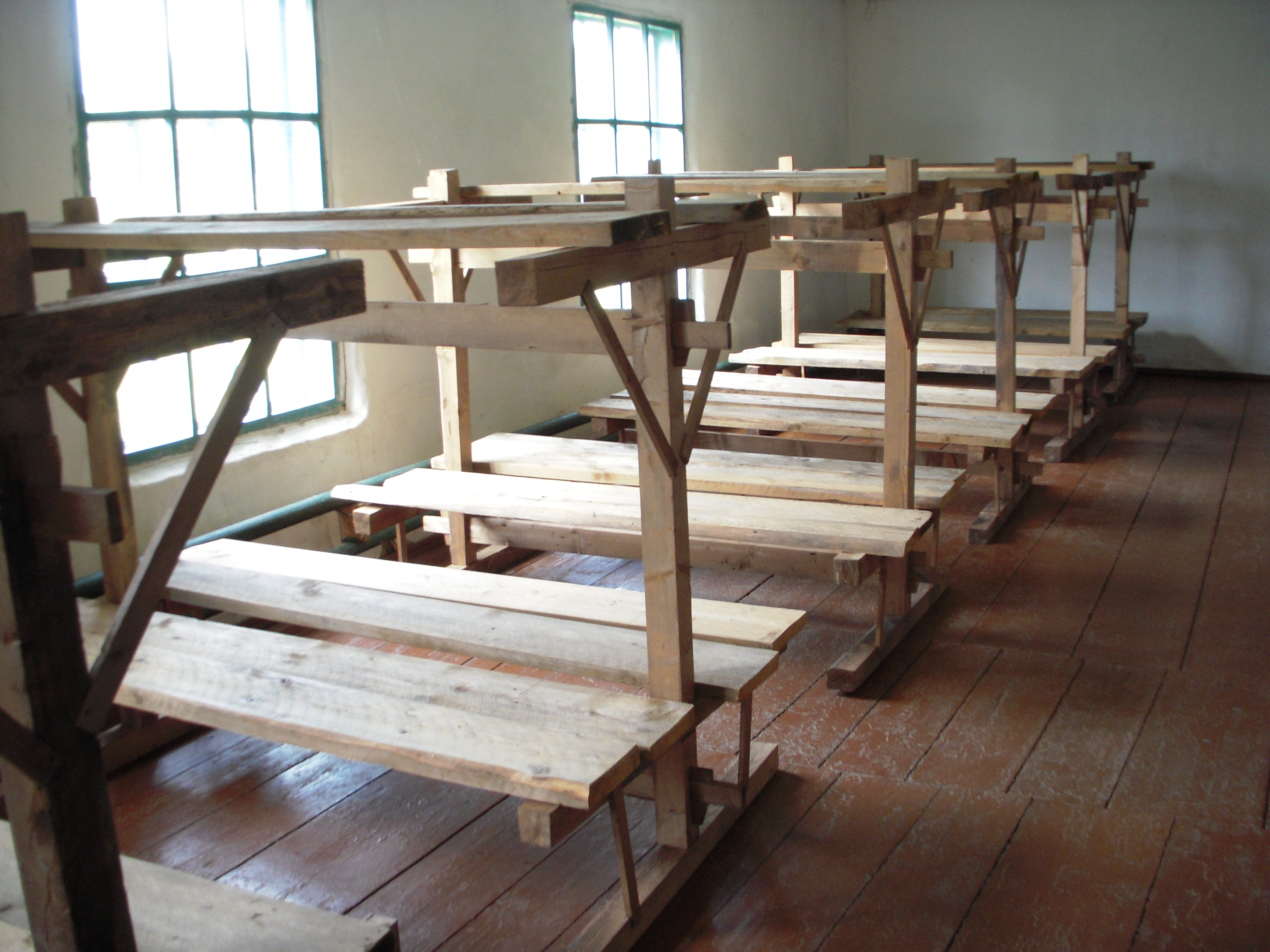
Reconstrução de um dos quartéis de prisioneiros

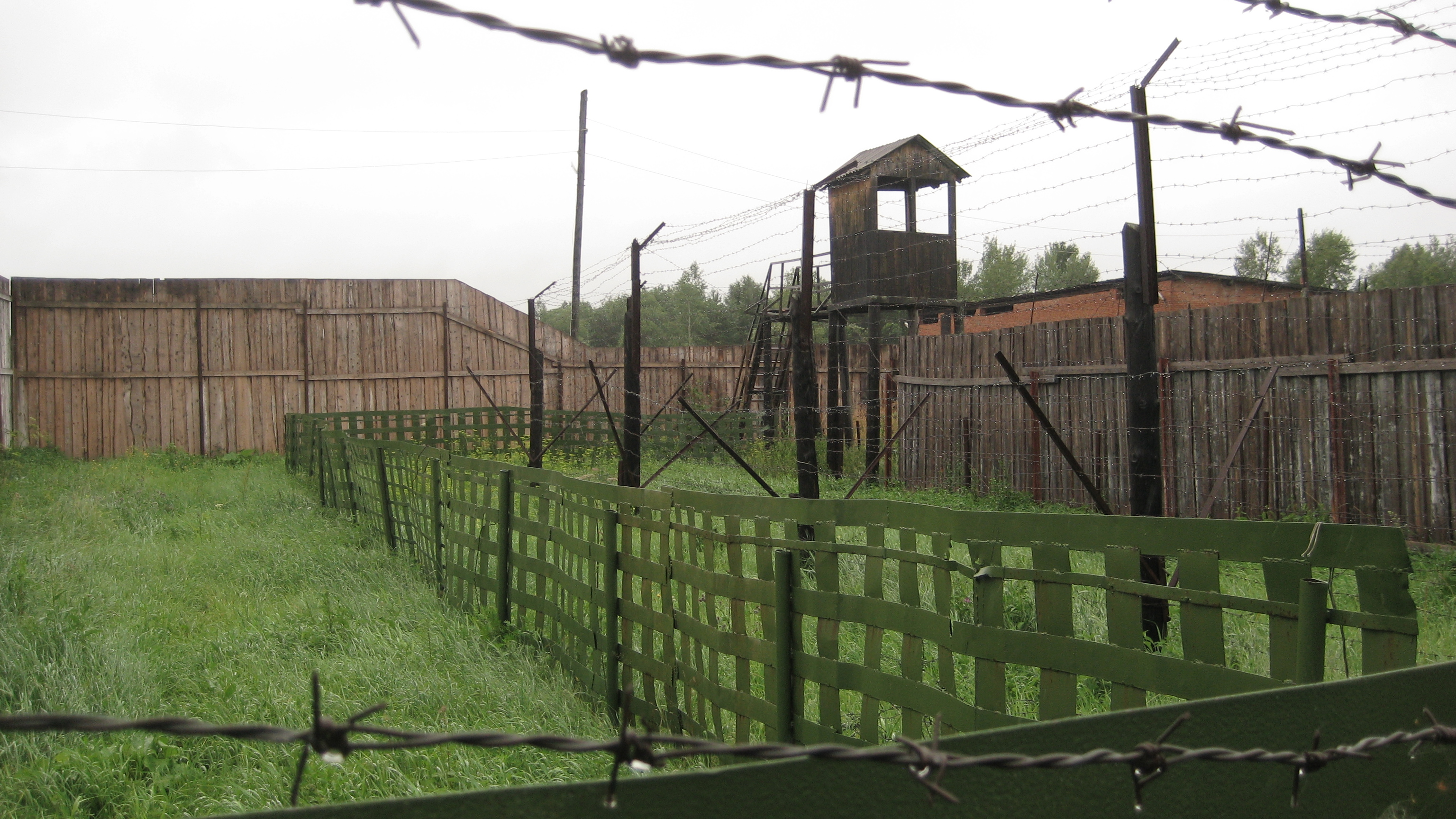
A cerca em Perm-36

Perm-36 (também conhecido como ITK-6) era um campo de trabalhos escravo soviético localizado perto da aldeia de Kuchino, cem quilômetros a nordeste da cidade de Perm, na Rússia. Fazia parte do grande sistema de campos de prisioneiros estabelecido pela antiga União Soviética durante a era de Stalin, conhecida como Gulag. Construído em 1946 e fechado em dezembro de 1987, o campo foi preservado como museu em 1994 pela organização russa privada de direitos humanos Memorial e, desde 1995, foi aberto ao público como o Museu da História da Repressão Política Perm-36 (conhecido popularmente como Museu Gulag) operada pela organização não comercial privada Memorial Center of Repression Político "Perm-36" É o único exemplo remanescente de um campo de trabalho Gulag, os outros tendo sido abandonados ou demolidos pelo governo soviético antes do dissolução da União Soviética.
Nos últimos anos, o museu viu uma retirada de apoio e financiamento por organizações governamentais regionais, o que o obrigou a fechar em abril de 2014. Vindo durante um período de renovada popularidade e nostalgia na Rússia pela União Soviética e patriotismo comunista devido à crise da Crimeia, isso é visto por muitos como uma campanha organizada contra o Museu. A mídia estatal russa e algumas organizações socialistas, por exemplo Sut 'Vremeni, começaram falaciosamente a descrever o museu como uma quinta-coluna.
O museu recebe em média 35 mil visitantes por ano. Foi membro fundador da Coalizão Internacional de Locais Históricos da Consciência. Em 2004, o World Monuments Fund incluiu o Perm-36 em sua lista de observação dos 100 locais mais ameaçados. Atualmente o museu está aberto ao público.  

## Descrição
Do folheto em inglês do Museu "Perm-36": 
 O campo "Perm-36" operou por mais de 40 anos. Foi fundada em 1943. Em 1946, foi transferido para sua localização atual. Até 1953, serviu como um típico campo madeireiro encontrado em todo o país. Após a morte de Stalin, o campo foi convertido para abrigar funcionários dos órgãos repressivos acusados de organizar "repressões infundadas" sob o regime stalinista. Em 1972, o campo foi convertido no campo político mais severo do país e operou até seu fechamento em 1988. Havia uma instalação especial do regime, a única do gênero no país, para abrigar presos políticos em celas fechadas por 24 horas. Eles continuaram sua luta intelectual contra o regime e sua ideologia após a libertação de seus primeiros mandados de prisão e foram considerados ser especialmente perigoso pelo Estado. Todos eles, em regra, foram condenados a 10 anos.
Durante duas décadas e meia, desde o final da década de 1920 e até o dia da morte de Stalin, o GULAG [abreviação oficial de "Administração Principal dos Campos"] não era apenas uma enorme agência de acampamento que continha milhares de campos e milhões de condenados, mas o modo de vida do país. O GULAG era um elemento absolutamente necessário do sistema. Sem o trabalho escravo barato do GULAG, o programa de modernização socialista de Stalin da economia do país teria sido impossível. Sem o medo total diante dos horrores da repressão e dos campos, o regime totalitário, a disciplina estrita e a sujeição total aos "em liberdade" também seriam impossíveis. Após a morte de Stalin, o número de campos na URSS diminuiu, mas o sistema político comunista permaneceu repressivo até seu colapso. Nos anos 1960-80, milhares de dissidentes foram colocados em prisões, campos políticos, hospitais psiquiátricos.
O Museu Memorial "Perm-36" é o único elemento preservado do GULAG em toda a ex-URSS. O museu apresenta todos os períodos da história repressiva do sistema penitenciário e da URSS a partir dos primeiros anos do poder soviético e do GULAG até o fim de campos políticos e prisioneiros políticos, antes do colapso do sistema comunista. Exposição, exposição e interiores autênticos são colocados em diferentes edifícios e estruturas, estes últimos foram construídos e reconstruídos durante 1946-80. O museu encontra, coleciona e estuda vários materiais sobre a história da repressão política. As exposições do museu são exibidas em diferentes regiões da Rússia e no exterior.
O Museu está localizado perto da vila de Kuchino, distrito de Chusovoy, região de Perm. 
 Em 2004, o World Monuments Fund incluiu "Perm-36" na lista de 100 monumentos protegidos da cultura mundial. Atualmente, existe um procedimento para incorporar o museu como Patrimônio Mundial da UNESCO.
Desde 2005, todo ano, "Perm-36", ocorre um fórum internacional, "Pilorama" ("A Serraria" (mais precisamente "Banco de serra elétrica") ru: Пилорама (форум), com reuniões com pessoas famosas, exibições de filmes, exposições e concertos. Atrai milhares de pessoas, incluindo ex-prisioneiros e ativistas de direitos humanos, incluindo o comissário de direitos humanos na Rússia, Vladimir Lukin. A "Serraria" é criticada e atacada por ex-guardas prisionais de Perm-36 e alguns dos movimentos sociais de foco stalinista. Eles argumentam que os organizadores do fórum deliberadamente aumentaram a severidade da custódia "por propaganda anti-soviética", ignorando, como disseram, registros da prisão e evidências dos próprios guardas.
No outono de 2013, uma organização não comercial autônoma "Museu Memorial da História da Repressão Política" Perm-36 recebeu o status de organização federal não comercial e seu museu foi incluído na lista de locais de lembrança nacionais russos.
Em 2014, um museu estadual com nome semelhante foi criado e gradualmente iniciou uma crescente apreensão da administração do museu Perm-36. As excursões foram proibidas por muito tempo sob vários pretextos e, após uma reforma, a exposição foi modificada para remover referências a Stalin, Brezhnev ou as reais razões pelas quais os prisioneiros acabaram no campo. Mais foco foi colocado nos prisioneiros presos por visões nacionalistas (por exemplo, Ucraniano, polonês).